# Saanen
Saanen je obec v okrese Obersimmental-Saanen v kantonu Bern ve Švýcarsku, jehož je hlavním sídlem. Žije zde přibližně 6 800 obyvatel.

## Geografie

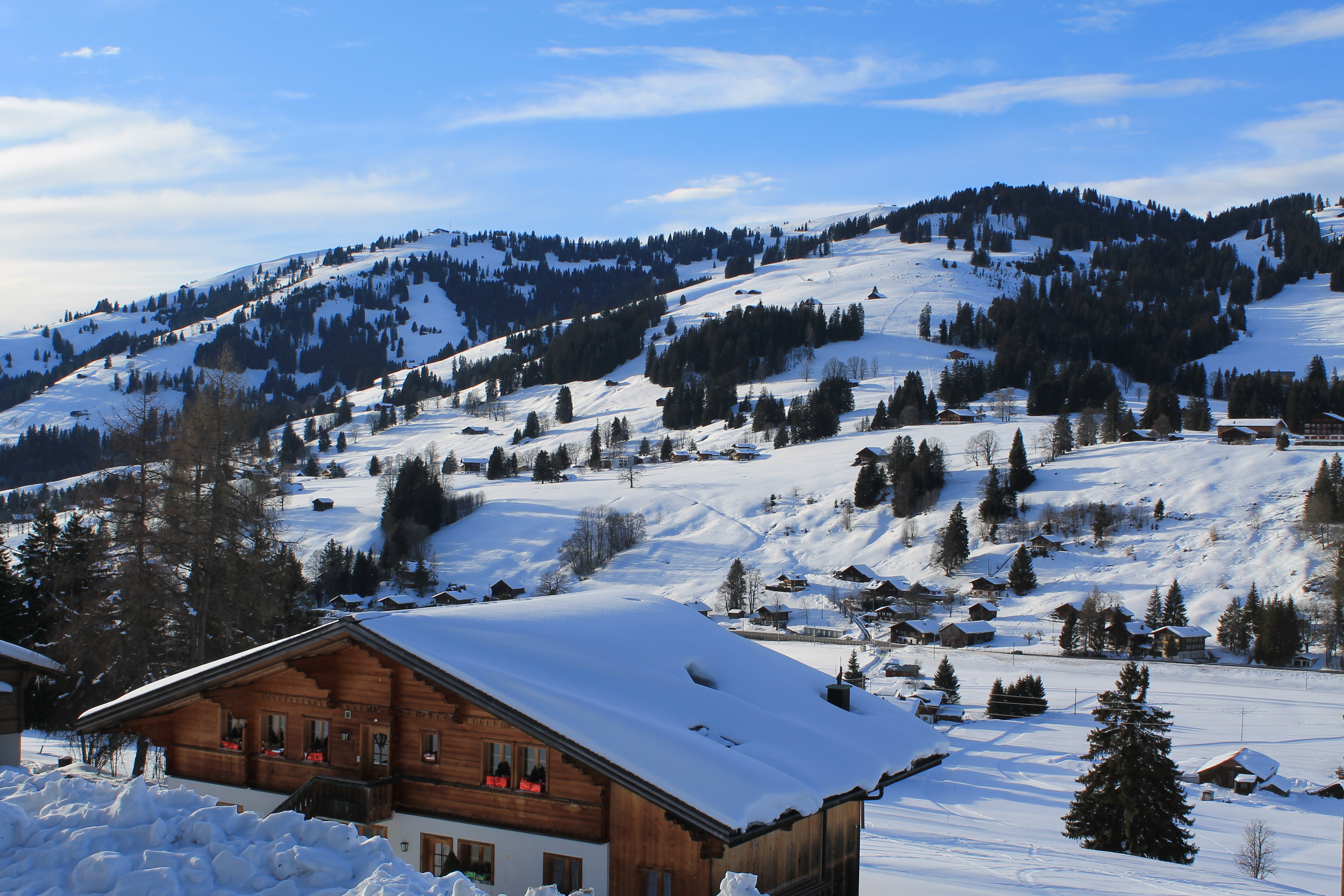
Gstaad

Jižně od Saanenu se nacházejí obce Gsteig (hraničí s kantonem Valais a leží jižněji než Airolo) a Lauenen. Samotný Saanen sousedí na západě a severu s kantony Vaud a Fribourg a na východě s obcemi v údolí Simmental – Boltigenem, Zweisimmenem, St. Stephanem a Lenkem. Nejvyšším bodem je 2542 metrů vysoký Giferhorn, nejnižší bod leží ve výšce 985 metrů na řece Sáně v soutěsce Rüttischlucht. Chalberhönibach se do Sány vlévá z jihu u Saanenu.
Hlavním sídlem obce Saanen je stejnojmenná vesnice. Nachází se 3 km od Gstaadu a hraničí přímo s kantonem Vaud. Hora Vanel mezi Saanenem a Rougemontem tvoří kantonální a jazykovou hranici.
Název obce je odvozen od stejnojmenné řeky a největší řeky v oblasti, Saane. Kolem 5. století se sem přistěhovali Burgunďané a v 8. století Alamani, kteří se přistěhovali ze Simmentalu, přinesli do údolí Saanen německý jazyk. Politicky patřilo Saanen do hrabství Ogo, které bylo poprvé zmíněno kolem roku 900 a později se nazývalo Gruyères.
V Saanenu se nachází také kostel Mauritius-Kirche, kde Yehudi Menuhin založil své každoroční koncerty v Saanenu. Na počátku 20. století téměř vyhořel, ale později byl zachráněn, znovu postaven a renovován.
S novou objízdnou komunikací, otevřenou v roce 2010, se obraz obce vrátil blíže k historii. Výraznými budovami v centru obce Saanen jsou obecní hotel Landhaus z 19. století a 100 let starý hotel Saanerhof.

## Historie

Saanen počátkem 20. století

V lokalitě Cholis Grind se nacházelo opevněné hradiště pravděpodobně z doby bronzové. V roce 1228 se Saanen uvádí jako Gissinay, v roce 1340 jako Sanon a ve francouzštině jako Gessenay. Věž Schwabenried existovala již kolem roku 1000 a Kramburg, který byl v roce 1331 rozšířen, ležel na stezkách pro mezky do Valais a Vaudu. Vesnice byla centrem stejnojmenné oblasti a rozsáhlé farnosti. V roce 1228 se poprvé připomíná maurský kostel, v letech 1444 až 1447 byl rozšířen, nástěnné malby pocházejí z druhé poloviny 15. století. Dále zde stála kaple Anny, postavená v roce 1511, kaple svatého Jana a kaple lazaretu. O obyvatelstvo se muselo starat pět až šest kněží s kostelníkem a kaplany. Po roce 1500 se od této farnosti oddělil Gsteig, v roce 1522 Lauenen a v roce 1704 Abländschen. V roce 1330 byl kostel hrabaty z Gruyères darován převorství Rougemont a s reformací v roce 1556 připadl Bernu. V roce 1575 vesnice vyhořela.
Kromě typických protáhlých vsí Saanen a Gstaad tvořilo jedenáct statků rozptýlené osady. Zdrojem příjmů byl obchod s mezky, chov dobytka a lesnictví. V Saanenu se provozovala řemesla a živnosti, konaly se zde týdenní a výroční trhy. Hostince byly dvě hospody, Kleine Landhaus a Grosse Landhaus, a Sust ze 14. století, který dnes tvoří jádro fary.

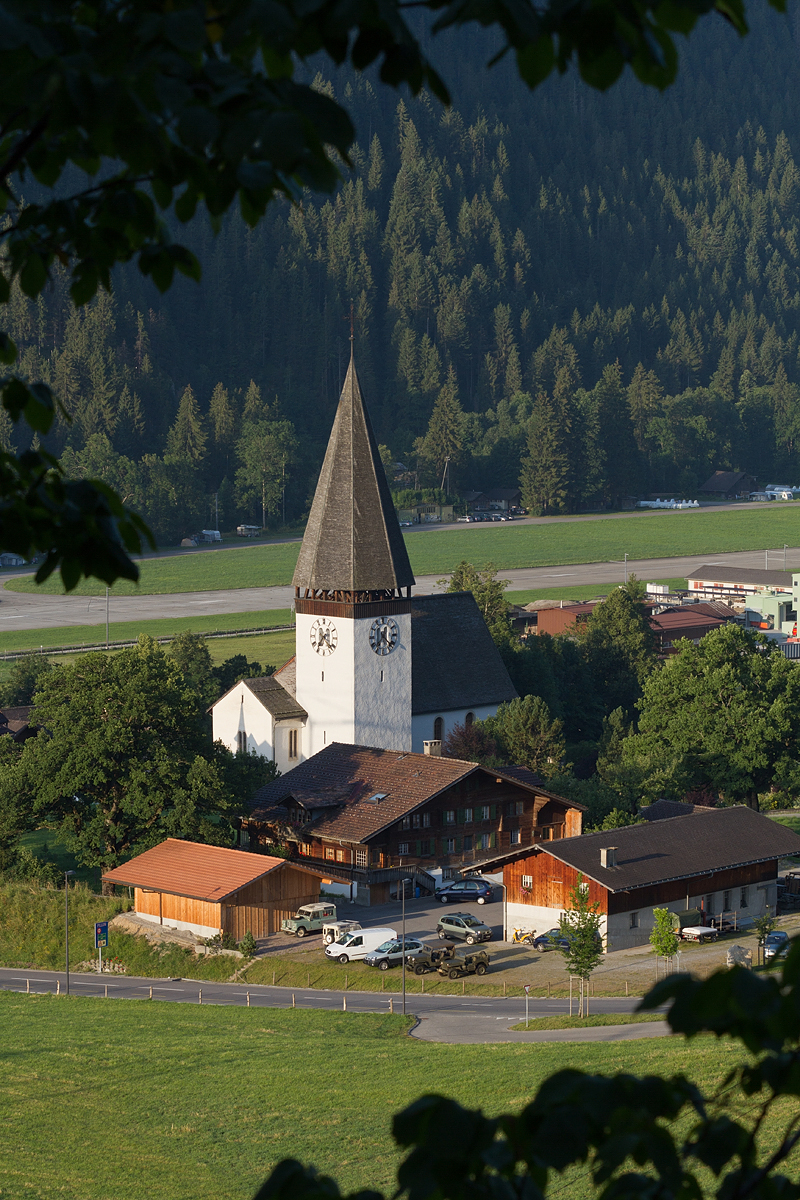
Kostel Mauritius-Kirche

V roce 1833 vznikla samostatná politická obec. V roce 1845 byla dokončena první silnice s dostavníkovou trasou do Zweisimmenu. V roce 1867 byla zřízena střední škola, která dnes sídlí ve středisku Oberstufenzentrum Ebnit a je jednou z 11 školních budov. V roce 1874 byla otevřena spořitelna a záložna, která od roku 1980 nese název Saanen Bank. Po otevření železnice Montreux-Berner Oberland-Bahn v roce 1905 se silně rozšířil cestovní ruch. Od roku 1905 existuje také okresní nemocnice, která je nyní součástí společnosti Spital STS AG. Obchodní odborná škola existuje od roku 1908, dnes je to Saanenland-Obersimmental Business School, součást Thun Business School. Domácí tkalcovství s centrálním prodejním místem Heimatwerk bylo mezi světovými válkami důležitým zdrojem příjmů. Po roce 1945 bylo postaveno mnoho rekreačních domů, což zvýšilo zaměstnanost v místním stavebnictví. Dnes je důležitým ekonomickým faktorem společnost Bergbahnen Destination Gstaad AG, která v regionu provozuje více než 60 lanovek. V roce 1999 bylo otevřeno místní muzeum historie.

## Obyvatelstvo

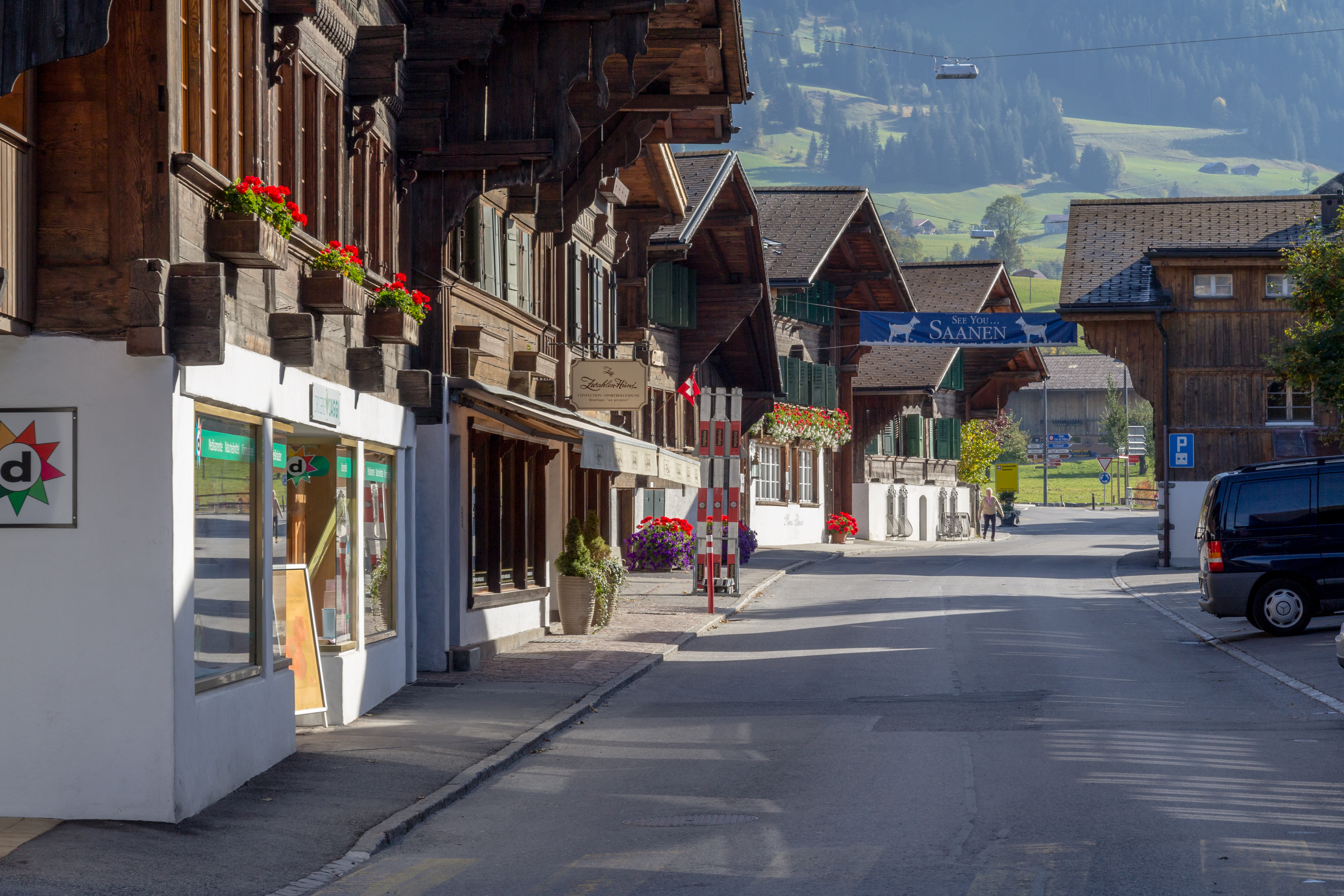
Centrum Saanenu

| Rok            | 1764 | 1850 | 1900 | 1950 | 2000 | 2016 |
| Počet obyvatel | 2939 | 3629 | 3690 | 4899 | 6914 | 6882 |

## Hospodářství
Stejně jako ve většině alpských oblastí je zemědělství založeno především na pěstování trávy a chovu dobytka na maso i mléko. 
Oblast žije také z cestovního ruchu, zejména v zimních měsících (lyžařské středisko Gstaad).
Nedaleko Saanenu se nachází areál Swiss Fort Knox, který je úložištěm dat pro řadu celosvětově významných organizací.

## Doprava
Železniční společnost Montreux-Berner Oberland-Bahn obsluhuje pět stanic v obci s železniční tratí Montreux – Lenk im Simmental: Saanenmöser, Schönried, Gruben, Gstaad a Saanen.
V Saanenu se nachází malé letiště Saanen, které je využíváno pro nejrůznější letecké sporty.

## Partnerská města
- Cannes, Francie
- Darmstadt, Německo
- La Massana, Andorra

## Osobnosti
- Yehudi Menuhin (1916–1999), houslový virtuos a dirigent
- Julie Andrewsová (* 1935), herečka a zpěvačka
- Christian Kracht (* 1966), spisovatel a novinář